# WTA Osaka
Das WTA-Turnier von Osaka ist ein Tennisturnier der WTA Tour, das in der japanischen Stadt Osaka ausgetragen wird. Von 2015 bis 2017 wurde das Turnier in Tokio und in den Jahren 2018 und 2019 in Hiroshima ausgetragen.
Bisher erfolgreichste Teilnehmerin ist Samantha Stosur mit drei Einzeltiteln (2009, 2013, 2014) sowie einer weiteren Finalteilnahme im Jahr 2011.

## Geschichte

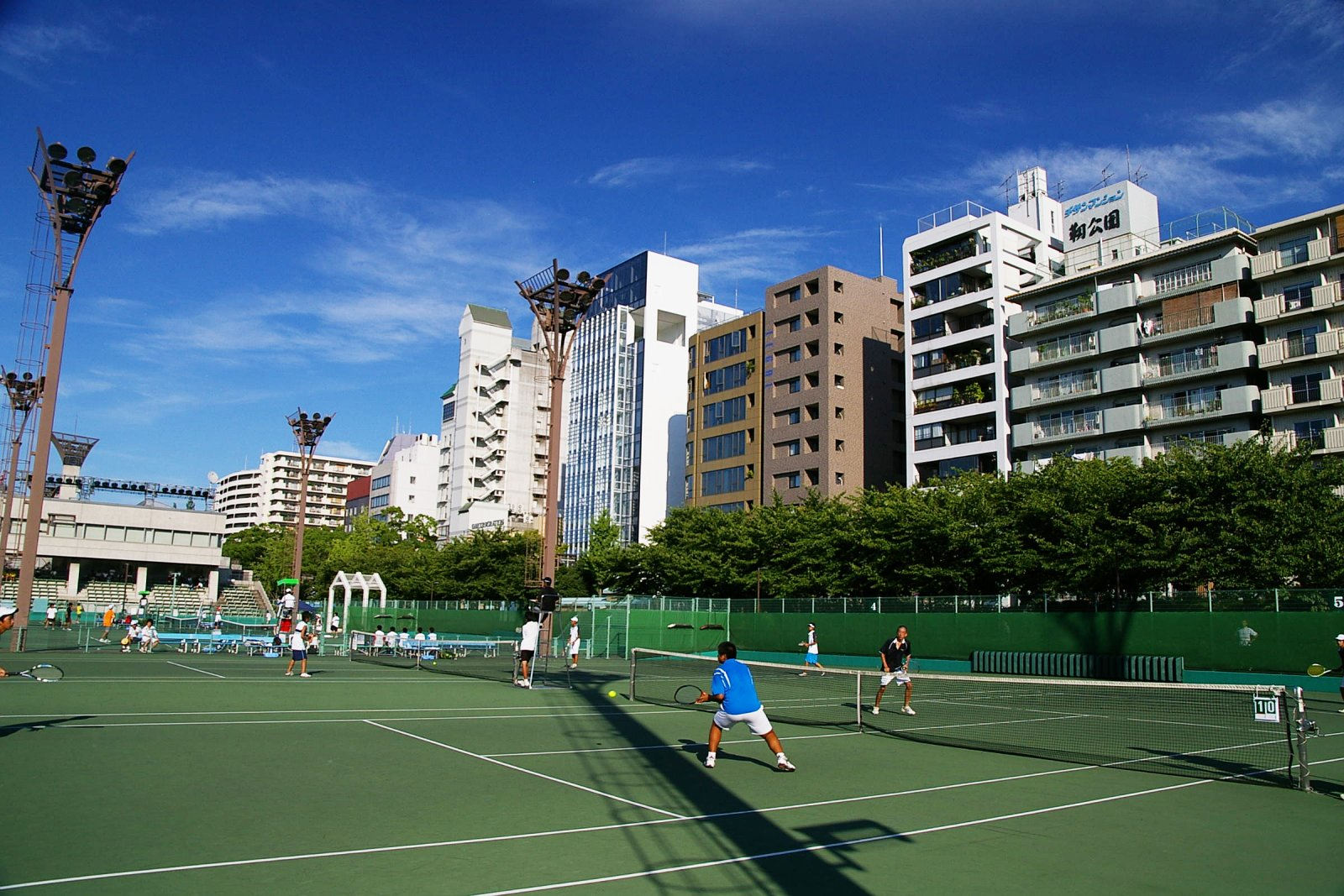
Utsubo Tennis Center (2008)

Spielstätte für das Turnier in Osaka ist der Utsubo Tennis Center.
Offizielle Namen der Turniere bis heute:
- 2009–2013: HP Japan Women’s Open Tennis
- 2014: Japan Women’s Open Tennis
- 2023–: Kinoshita Group Japan Open Tennis Championships

## Siegerliste

### Einzel
| Jahr                         | Siegerin            | Finalgegnerin       | Ergebnis       |
| ---------------------------- | ------------------- | ------------------- | -------------- |
| ↓ Kategorie: International ↓ |                     |                     |                |
| 2009                         | Samantha Stosur     | Francesca Schiavone | 7:5, 6:1       |
| 2010                         | Tamarine Tanasugarn | Kimiko Date-Krumm   | 7:5, 6:74, 6:1 |
| 2011                         | Marion Bartoli      | Samantha Stosur     | 6:3, 6:1       |
| 2012                         | Heather Watson      | Chang Kai-chen      | 7:5, 5:7, 7:64 |
| 2013                         | Samantha Stosur     | Eugenie Bouchard    | 3:6, 7:5, 6:2  |
| 2014                         | Samantha Stosur     | Sarina Dijas        | 7:67, 6:3      |
| ↓ Kategorie: 250             |                     |                     |                |
| 2023                         | Ashlyn Krueger      | Zhu Lin             | 6:3, 7:66      |
| 2024                         | Suzan Lamens        | Kimberly Birrell    | 6:0, 6:4       |

### Doppel
| Jahr                         | Siegerinnen                          | Finalgegnerinnen                       | Ergebnis         |
| ---------------------------- | ------------------------------------ | -------------------------------------- | ---------------- |
| ↓ Kategorie: International ↓ |                                      |                                        |                  |
| 2009                         | Chuang Chia-jung Lisa Raymond        | Chanelle Scheepers Abigail Spears      | 6:2, 6:4         |
| 2010                         | Chang Kai-chen Lilia Osterloh        | Shūko Aoyama Rika Fujiwara             | 6:0, 6:3         |
| 2011                         | Kimiko Date-Krumm Zhang Shuai        | Vania King Jaroslawa Schwedowa         | 7:5, 3:6, [11:9] |
| 2012                         | Raquel Kops-Jones Abigail Spears     | Kimiko Date-Krumm Heather Watson       | 6:1, 6:4         |
| 2013                         | Flavia Pennetta Kristina Mladenovic  | Samantha Stosur Zhang Shuai            | 6:4, 6:3         |
| 2014                         | Shūko Aoyama Renata Voráčová         | Lara Arruabarrena Vecino Tatjana Maria | 6:1, 6:2         |
| ↓ Kategorie: 250             |                                      |                                        |                  |
| 2023                         | Anna-Lena Friedsam Nadija Kitschenok | Anna Kalinskaja Julija Putinzewa       | 7:63, 6:3        |
| 2024                         | Ena Shibahara Laura Siegemund        | Cristina Bucșa Monica Niculescu        | 3:6, 6:2, [10:2] |